# Монастырь Шёнталь
Аббатство Шёнталь на Ягсте (нем. Zisterzienserabtei Schöntal, лат. Abbatia Speciosae Vallis) — бывший цистерцианский монастырь, располагавшийся на реке Ягст — на территории района Клостер-Шёнталь баден-вюртембергской общины Шёнталь; был основан как филиал монастыря Маульбронн в 1153 году представителями рода Берлихингенов, которые взамен получили право на семейное захоронение в стенах аббатства.

## История и описание
В первый раз монастырь на территории современный общины Шёнталь был основан Вольфрамом фон Бебенбург в 1153 году — как филиал монастыря Маульбронн. В связи с тем, что изначально место в районе Нойзас оказалось неудачным, обитель к 1163 году была перенесена на несколько сотен метров, в «прекрасную долину» («шёне таль»). Теперь основателями монастыря в Шёнтале стали представителями рода Берлихингенов, которые взамен получили право на фамильное захоронение в стенах обители; сам монастырь находился под защитой епископа Вюрцбургского.
Первоначально местные цистерцианцы активно развивались и к 1177 году их обитель считалась богатой; однако к началу XIII века монастырь уже нуждался в деньгах. В связи с тем, что и само «материнское» аббатства Маульбронн испытывало финансовые трудности, в 1282 году Шёнталь был передан монастырю Кайсхайм (нем. Kloster Kaisheim), который через год оплатил все его долги.
По результатам Констанцского собора, в 1418 году, аббатству в Шёнтале был предоставлен статус «имперского», который он сохранял до 1495 года. В данный период во всех мирских делах монастырь нёс ответственность только перед императором Священной Римской империи. Во время Крестьянской войны в Германии, в 1525 году, Шенталь несколько раз подвергся разграблению, а его строения были в значительной степени разрушены. В ходе Реформации монахи смогли защититься от формального роспуска, но здания монастыря остались непригодны для проживания. Поэтому в 1617—1618 годах, под руководством аббата Теобальда Фукса, было построено здание так называемого «Старого Аббатства», в котором и разместились монахи. Во время Тридцатилетней войны монастырь был осажден и монахам бежали из него в 1631 году; монастырь был разграблен, а в 1648 году в его зданиях разместились казармы.

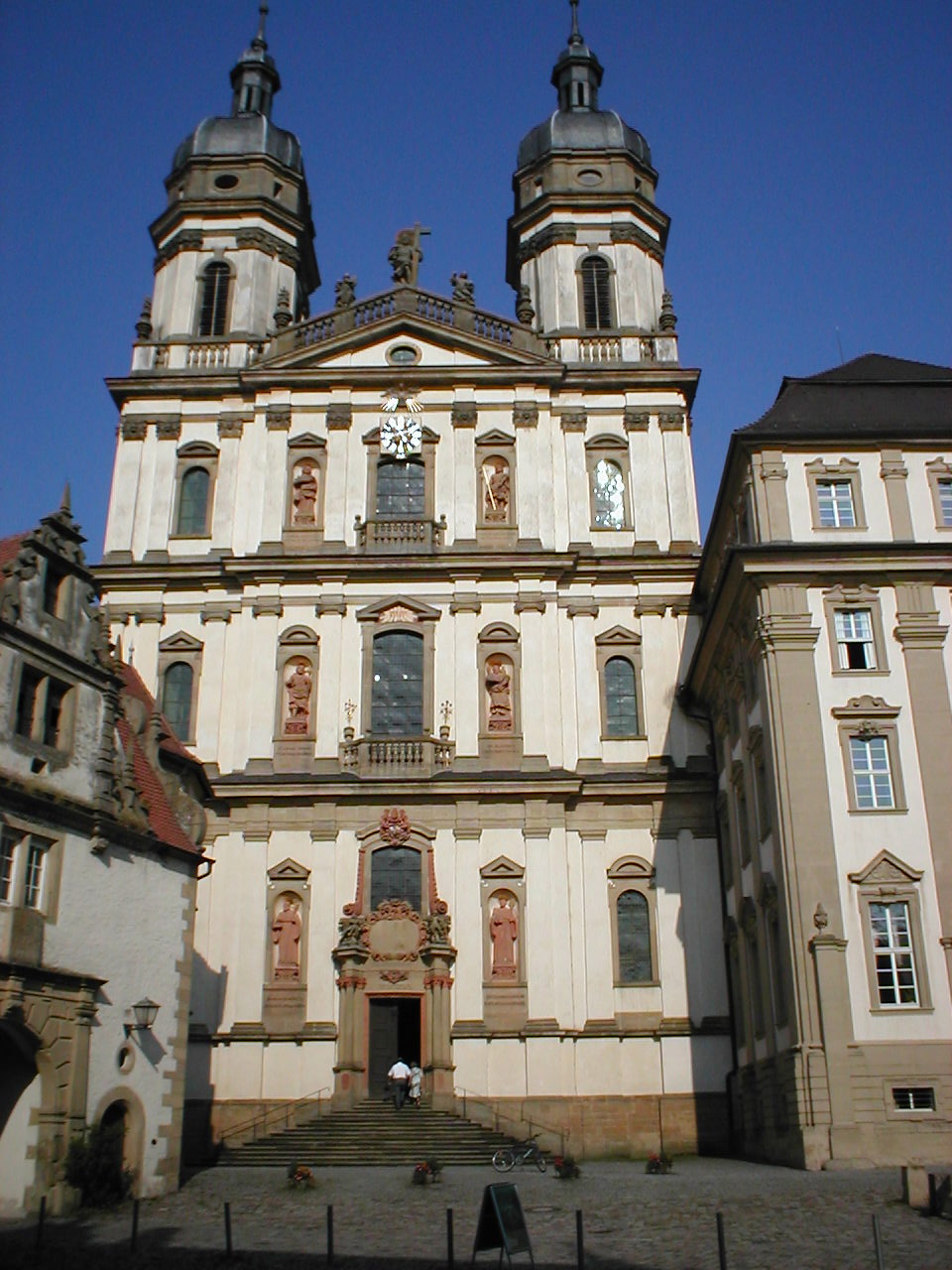
Монастырская церковь

При настоятеле Бенедикте Книттеле, с 1683 по 1732 год, монастырь вскоре пережил новый расцвет: была построена новая барочная церковь, спроектированная архитектором Леонардом Динценхофером, и новое здание самого монастыря с лестницей в стиле рококо. В тот период в монастыре проживало около 40 монахов, а рядом жили до 30 мирян, которые вели практически монашеский быт. Цистерцианское аббатство было секуляризировано в 1802 году и перешло под власть королевства Вюртемберг. Сам монастырь был перенесен в Штутгарт, а его здания изначально использовались для размещения окружного управления.
С 1810 по 1975 год в Шёнтале размещалась протестантская семинария и школа при протестантском монастыре. В XXI веке здания используются католической епархией Роттенбург-Штутгарта в качестве конференц-центра, а местные школы имеют в них свои «образовательные центры на природе» (нем. Waldschulheim); кроме того здесь же размещается и ратуша общины Шёнталь. Бывшее аббатство и монастырская церковь, признанные памятником архитектуры, открыты для свободного посещения и экскурсий; при информационном центре была также собрана небольшая постоянная экспозиция, рассказывающая об истории монастыря.